# Christopher Plummer
Arthur Christopher Orme Plummer (Toronto, 13 dicembre 1929 – Weston, 5 febbraio 2021) è stato un attore canadese.
Giovane attore shakesperiano, si avvicinò al cinema nella seconda metà degli anni cinquanta, interpretando ruoli minori. Raggiunse il grande successo con l'interpretazione del capitano Von Trapp in Tutti insieme appassionatamente (1965). Nel 2012 fu premiato con l'Oscar al miglior attore non protagonista per Beginners, dopo essere già stato candidato nel 2010 per The Last Station. Inoltre vinse tre Emmy Award, due Tony Award, un Golden Globe, uno Screen Actors Guild Award e un BAFTA Award.
Nel 1968 venne insignito dell'Ordine del Canada, riconoscimento concesso ai cittadini canadesi distintisi nel mondo.

## Biografia

### Gli inizi a teatro

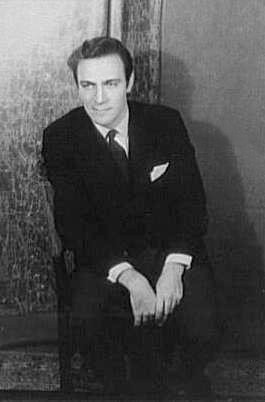
Christopher Plummer nel 1959

Nato in Canada il 13 dicembre 1929, pronipote del Primo Ministro canadese John Abbott, Plummer era figlio unico dell'avvocato John Orme Plummer (1894-1977) e di Isabella Mary Abbott (1890-1955). A seguito del divorzio dei genitori seguì sua madre a Senneville nel Québec, dove studiò per diventare pianista, ma poi seguì la via della recitazione durante i primi anni quaranta. Dopo aver fatto parte per molti anni della Canadian Repertory Theatre di Ottawa, approdò a Hollywood. A Broadway iniziò la carriera teatrale, soprattutto in ruoli shakespeariani che portò sulle scene con naturalezza.
Si fece notare anche per due spettacoli con Katharine Cornell, The Constant Wife e The Dark Is Light Enough, entrambi del 1954, presentati a New York. Il marito della Cornell, intuendone le grandi capacità, lo portò a Parigi per interpretare il ruolo di Giasone in Medea; successivamente recitò accanto a Julie Harris in The Lark. Mentre si divideva tra Broadway e Londra conobbe il regista Elia Kazan che lo scelse per interpretare il musical Cyrano, con cui si aggiudicò il primo Tony Award della carriera. Negli anni cinquanta cominciò a lavorare come speaker per la radio e per la televisione.

### Gli esordi a Hollywood

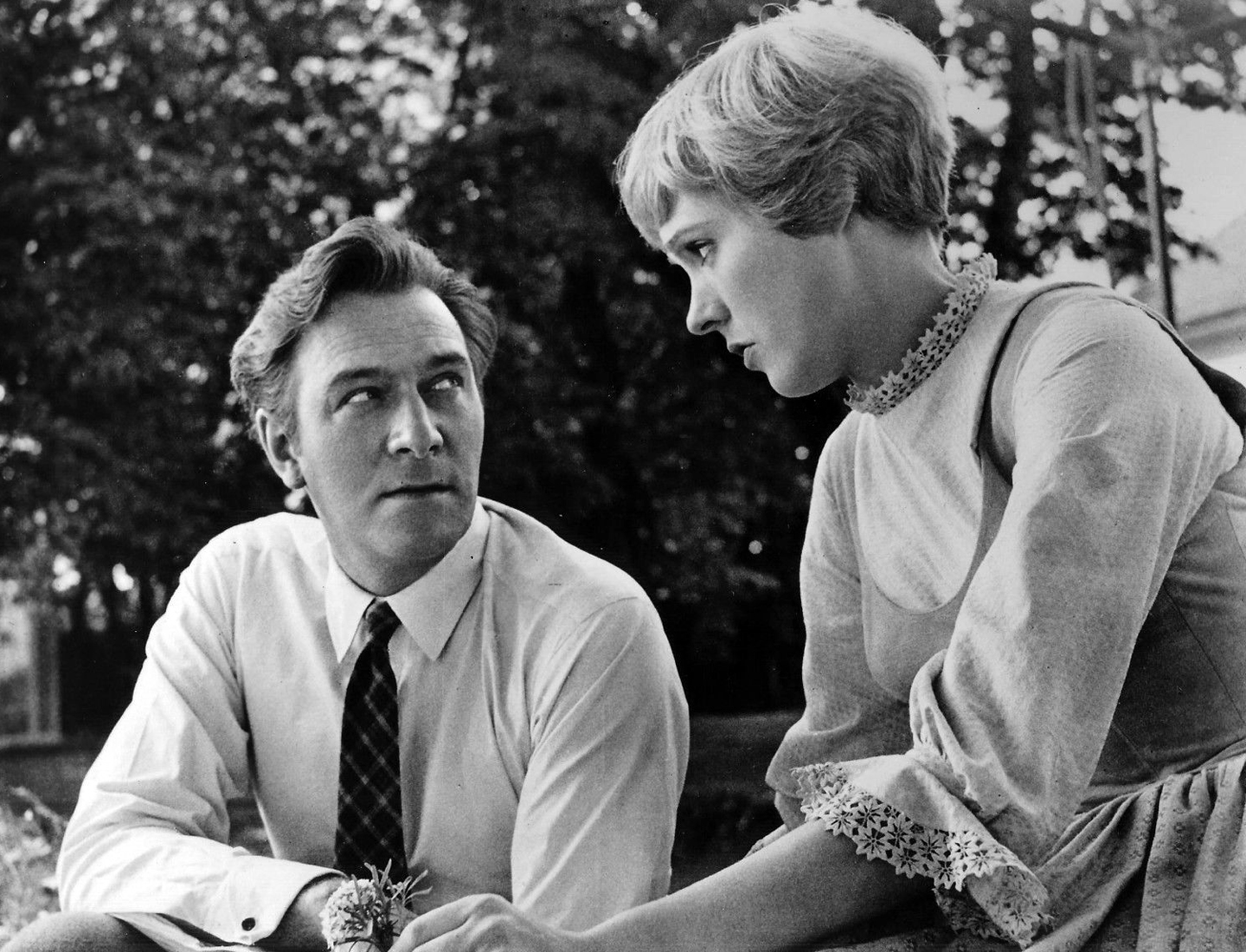
Christopher Plummer e Julie Andrews sul set di Tutti insieme appassionatamente (1964)

Nel 1958 debuttò al cinema accanto a Henry Fonda e Susan Strasberg in Fascino del palcoscenico, diretto da Sidney Lumet, e sempre nello stesso anno fu protagonista di Il paradiso dei barbari, diretto da Nicholas Ray. Nel 1960 lavorò insieme a un giovane Robert Redford nel film per la televisione Captain Brassbound's Conversion, poi interpretò Commodo ne La caduta dell'Impero romano (1964), con Stephen Boyd e Sophia Loren.
Nel 1964 tornò in televisione interpretando Amleto in Hamlet, con Michael Caine. Ma il ruolo con cui ottenne grande visibilità e successo fu quello del capitano Von Trapp nel musical Tutti insieme appassionatamente (1965). In seguito recitò in Lo strano mondo di Daisy Clover (1965) con Redford e Natalie Wood, Agli ordini del Führer e al servizio di Sua Maestà (1967) con Romy Schneider e Yul Brynner, La notte dei generali (1967) con Peter O'Toole e Philippe Noiret, Edipo re (1968) con Orson Welles, I lunghi giorni delle aquile (1969) e Waterloo (1970) con Rod Steiger.

### Gli anni settanta e ottanta
Pur non interpretando ruoli da protagonista durante gli anni settanta Plummer consolidò la sua fama, recitando con Faye Dunaway in After the Fall (1974) e con Peter Sellers ne La Pantera Rosa colpisce ancora (1975), e venne diretto da John Huston in L'uomo che volle farsi re (1975), in cui impersonò lo scrittore Rudyard Kipling, accanto a star affermate come Sean Connery e Michael Caine.
Tornò protagonista in I boss del dollaro (1976) accanto a Kirk Douglas. Vinse un Emmy Award come miglior attore protagonista per il telefilm Arthur Hailey's the Moneychangers (1976), e interpretò il ruolo di Erode Antipa, accanto a Ernest Borgnine e Laurence Olivier in Gesù di Nazareth (1977), diretto da Franco Zeffirelli. Nel 1979 fu Sherlock Holmes in Assassinio su commissione con Donald Sutherland, poi fece coppia con Anthony Hopkins in Una corsa sul prato (1978) e con Harrison Ford in Una strada, un amore (1979). Fu diretto da Paul Newman in Prima dell'ombra (1980), poi divise la scena con William Hurt e Sigourney Weaver in Uno scomodo testimone (1981). Interpretò l'Arcivescovo nella miniserie-scandalo Uccelli di rovo (1983). Nella seconda metà degli anni ottanta doppiò alcuni cartoni animati come David Gnomo amico mio e Madeline.
Negli anni ottanta apparve anche in Ovunque nel tempo (1980) con Christopher Reeve, Gloria Vanderbilt (1982), Scarlatto e nero (1983) con Gregory Peck, Prova d'innocenza (1984) con Faye Dunaway, Dreamscape - Fuga nell'incubo (1984) accanto a Max von Sydow, Nato per vincere (1986) con un giovane Nicolas Cage, La retata (1987) con Tom Hanks e Nosferatu a Venezia (1988) con Klaus Kinski.

### Gli anni novanta

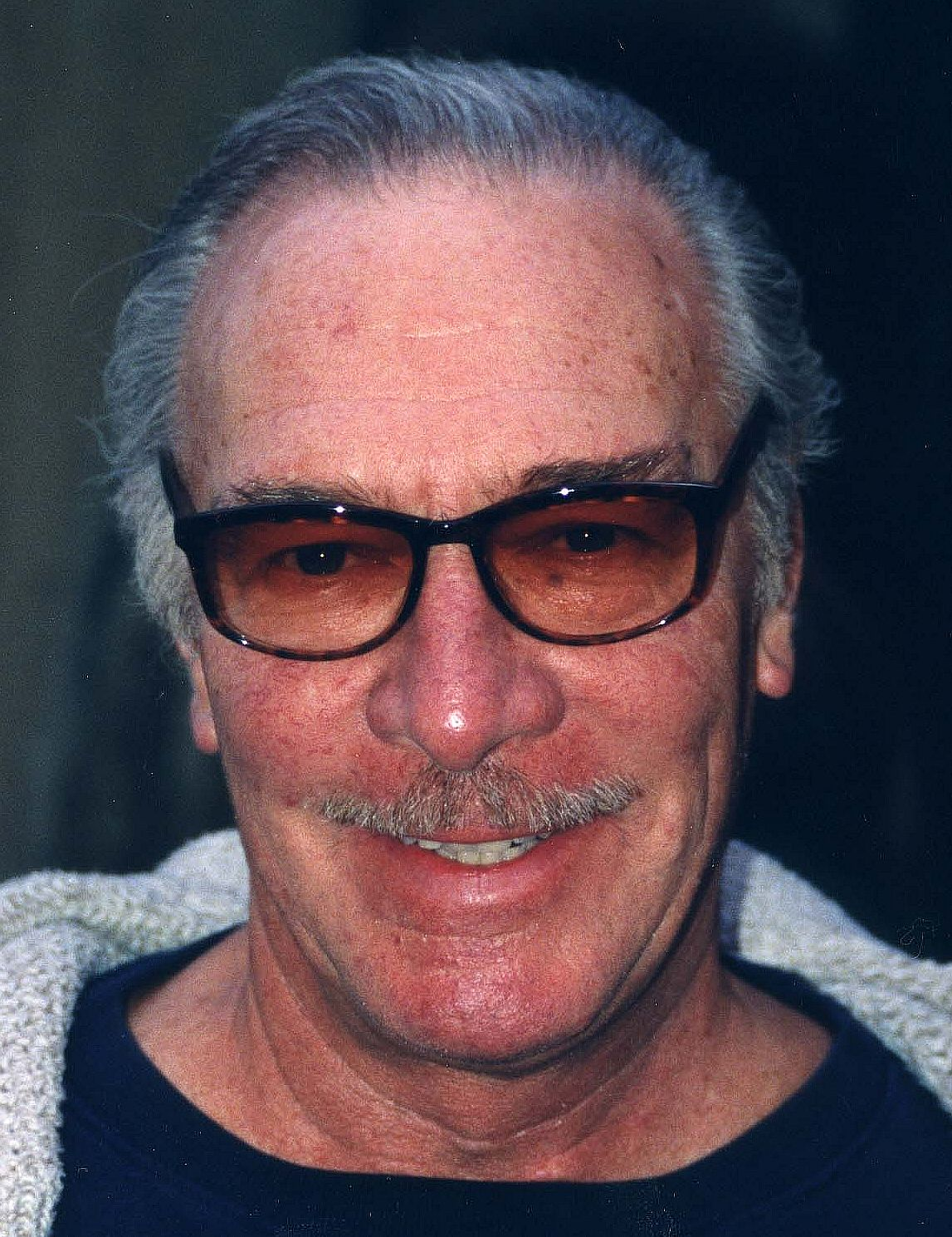
Christopher Plummer nel 1995

Dopo un'apparizione nella sitcom I Robinson, fu accanto a Vanessa Redgrave in E Caterina... regnò (1991) e Il segreto (1992). Nel 1991 ebbe il ruolo dell'antagonista Chang nel sesto film di Star Trek. Fu diretto da Spike Lee in Malcolm X (1992) e poi in Inside Man (2006), entrambi con Denzel Washington. Dopo Wolf - La belva è fuori (1994) con Jack Nicholson e Michelle Pfeiffer, venne diretto da Terry Gilliam in L'esercito delle 12 scimmie (1995), accanto a Bruce Willis e Brad Pitt.

### Gli anni duemila

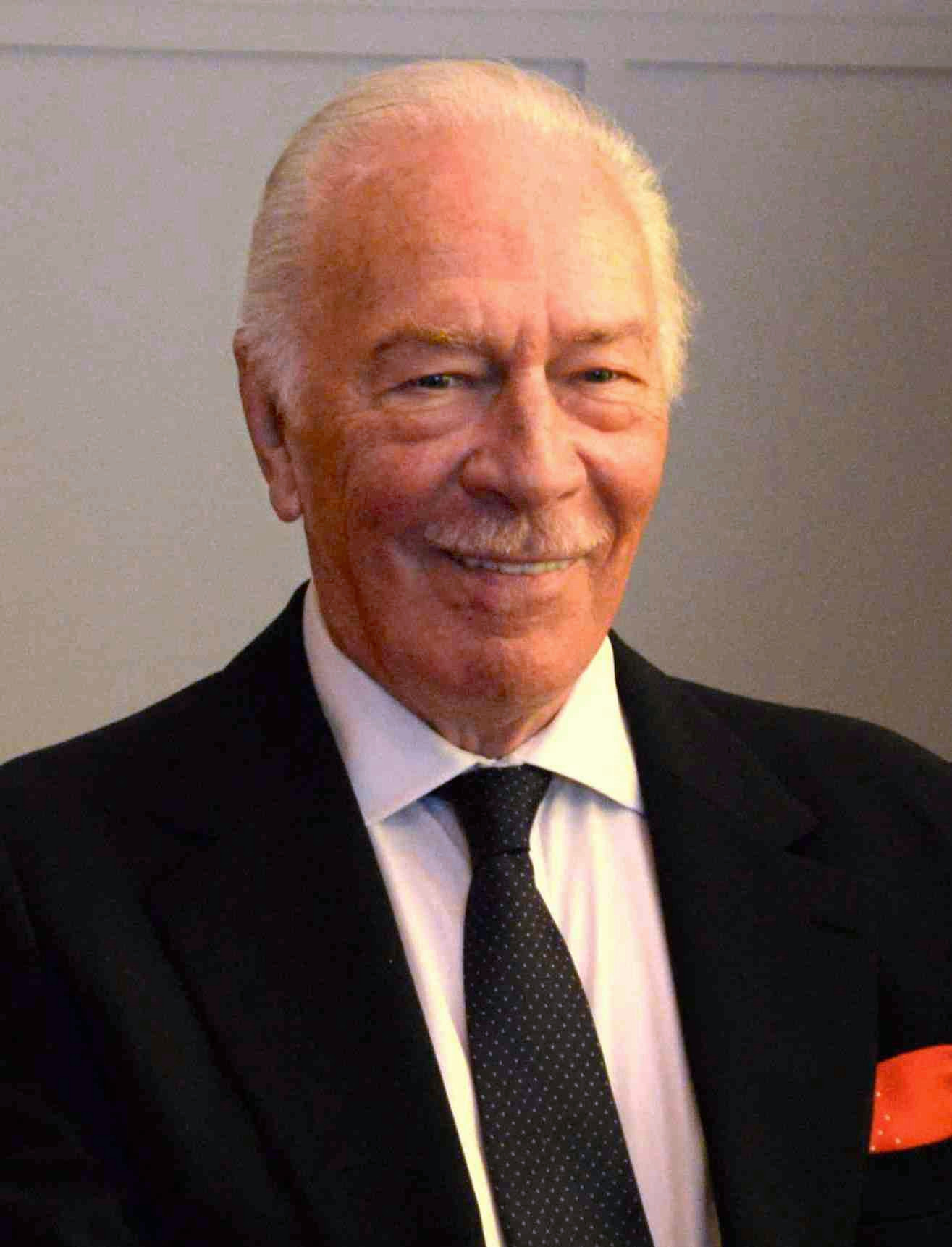
Christopher Plummer al Miami International Film Festival 2014

Come uno dei veterani di Hollywood, diede ancora ottime interpretazioni in thriller politici come Insider - Dietro la verità (1999) con Al Pacino, Russell Crowe, e Philip Baker Hall, nel televisivo On Golden Pond (2001) accanto a Julie Andrews e American Tragedy (2000), per cui ottenne una candidatura al Golden Globe come miglior attore non protagonista, in thriller come Oscure presenze a Cold Creek (2003) al fianco di Sharon Stone, e nel colossal Alexander (2004), diretto da Oliver Stone, e poi ancora Il mistero dei Templari (2004) con Nicolas Cage, Jon Voight e Harvey Keitel, Syriana (2006), ancora con William Hurt, e nel sentimentale Emotional Arithmetic (2007) con Max von Sydow e Susan Sarandon.
Dopo aver partecipato a Inside Man di Spike Lee (2006) e La casa sul lago del tempo (2006) di Alejandro Agresti, tornò a recitare in un film di Terry Gilliam, Parnassus - L'uomo che voleva ingannare il diavolo (2009). Sempre nel 2009 interpretò Lev Tolstoj in The Last Station, ruolo grazie al quale ottiene la sua prima candidatura all'Oscar. Prestò la sua voce al cattivo Charles Muntz nel film d'animazione della Pixar Up (2009).

### Gli anni duemiladieci
Nel 2010 fu ancora doppiatore per la pellicola di animazione 9, per poi recitare in Priest (2011) con Paul Bettany. Nello stesso anno fu protagonista di Millennium - Uomini che odiano le donne, remake dell'omonimo film svedese. Prestò inoltre la voce al maestro Arngeir, uno dei quattro anziani barbagrigia del gioco Skyrim. Nel 2012 vinse il Critics' Choice Award al miglior attore non protagonista per il ruolo del padre gay nel film Beginners, ruolo che gli valse anche il premio Oscar al miglior attore non protagonista, divenendo così a 82 anni l'attore più anziano a vincere una statuetta.
Nel 2017 rimpiazzò Kevin Spacey, a seguito dello scandalo sessuale a carico di quest'ultimo, nel film Tutti i soldi del mondo, in cui interpretava il miliardario Jean Paul Getty. Il regista Ridley Scott decise di eliminare tutte le scene in cui compariva Spacey e di rigirarle con Plummer al suo posto. Per questa interpretazione venne candidato ai Golden Globe, ai BAFTA e al premio Oscar al miglior attore non protagonista.
L'attore è morto il 5 febbraio 2021 all'età di 91 anni nella propria abitazione in Connecticut, dopo aver battuto la testa in seguito a una caduta; dopo i funerali, il suo corpo è stato cremato.

## Vita privata
Plummer fu sposato tre volte: la prima dal 1956 al 1960 con l'attrice Tammy Grimes, dalla cui unione è nata l'attrice Amanda Plummer. Dopo il divorzio, nel 1962 si risposò con la giornalista britannica Patricia Lewis, divorziando nel 1967. Sposò infine, nel 1970, l'ultima moglie, l'attrice Elaine Taylor. Era inoltre cugino dell'attore Nigel Bruce.

## Filmografia

### Attore

#### Cinema
- Fascino del palcoscenico (Stage Struck), regia di Sidney Lumet (1958)
- Il paradiso dei barbari (Wind Across the Everglades), regia di Nicholas Ray (1958)
- La caduta dell'Impero romano (The Fall of the Roman Empire), regia di Anthony Mann (1964)
- Tutti insieme appassionatamente (The Sound of Music), regia di Robert Wise (1965)
- Lo strano mondo di Daisy Clover (Inside Daisy Clover), regia di Robert Mulligan (1965)
- Agli ordini del Führer e al servizio di Sua Maestà (Triple Cross), regia di Terence Young (1966)
- La notte dei generali (The Night of the Generals), regia di Anatole Litvak (1967)
- Edipo re (Oedipus the King), regia di Philip Saville (1968)
- Arrest!, regia di Ralph Thomas (1968)
- Lock Up Your Daughters!, regia di Peter Coe (1969)
- I lunghi giorni delle aquile (Battle of Britain), regia di Guy Hamilton (1969)
- La grande strage dell'impero del sole (The Royal Hunt of the Sun), regia di Irving Lerner (1969)
- Waterloo, regia di Sergey Bondarchuk (1970)
- Una squillo scomoda per l'ispettore Newman (The Pyx), regia di Harvey Hart (1973)
- Delitto in silenzio (The Spiral Staircase), regia di Peter Collinson (1975)
- La Pantera Rosa colpisce ancora (The Return of the Pink Panther), regia di Blake Edwards (1975)
- Un colpevole senza volto (Conduct Unbecoming), regia di Michael Anderson (1975)
- Quel rosso mattino di giugno (Sarajevski atentat), regia di Veljko Bulajić (1975)
- L'uomo che volle farsi re (The Man Who Would Be King), regia di John Huston (1975)
- La battaglia delle aquile (Aces High), regia di Jack Gold (1976)
- Uppdraget, regia di Mats Arehn (1977)
- ...unico indizio, un anello di fumo (The Disappearance), regia di Stuart Cooper (1977)
- Una corsa sul prato (International Velvet), regia di Bryan Forbes (1978)
- L'amico sconosciuto (The Silent Partner), regia di Daryl Duke (1978)
- Scontri stellari oltre la terza dimensione, regia di Luigi Cozzi (1978)
- Assassinio su commissione (Murder by Decree), regia di Bob Clark (1978)
- Una strada, un amore (Hanover Street), regia di Peter Hyams (1979)
- Ovunque nel tempo (Somewhere in Time), regia di Jeannot Szwarc (1980)
- Uno scomodo testimone (Eyewitness), regia di Peter Yates (1981)
- Computer per un omicidio (The Amateur), regia di Charles Jarrott (1981)
- Scontro al vertice (Highpoint), regia di Peter Carter (1982)
- Prova d'innocenza (Ordeal by Innocence), regia di Desmond Davis (1984)
- Dreamscape - Fuga nell'incubo (Dreamscape), regia di Joseph Ruben (1984)
- Lily in Love, regia di Károly Makk (1984)
- Nato per vincere (The Boy in Blue), regia di Charles Jarrott (1986)
- La moglie del capo (The Boss' Wife), regia di Ziggy Steinberg (1987)
- I Love N.Y., regia di Alan Smithee (1987)
- La retata (Dragnet), regia di Tom Mankiewicz (1987)
- Nosferatu a Venezia, regia di Augusto Caminito e Mario Caiano (1988)
- Shadow Dancing, regia di Lewis Furey (1988)
- Souvenir, regia di Geoffrey Reeve (1989)
- Vuoto mentale, regia di Jean-Claude Lord (1989)
- Kingsgate, regia di Jack Darcus (1989)
- Dalla parte del cuore (Where the Heart Is), regia di John Boorman (1990)
- Red Blooded American Girl, regia di David Blyth (1990)
- Sguardi di fuoco (Firehead), regia di Peter Yuval (1991)
- Money - Intrigo in nove mosse (Money), regia di Steven Hilliard Stern (1991)
- Rotta verso l'ignoto (Star Trek VI: The Undiscovered Country), regia di Nicholas Meyer (1991)
- Liar's Edge, regia di Pierre Boutron (1991)
- Impolite, regia di David Hauka (1992)
- Malcolm X, regia di Spike Lee (1992)
- Wolf - La belva è fuori (Wolf), regia di Mike Nichols (1994)
- Furia esplosiva (Crackerjack), regia di Michael Mazo (1994)
- L'ultima eclissi (Dolores Claiborne), regia di Taylor Hackford (1995)
- L'esercito delle 12 scimmie (Twelve Monkeys), regia di Terry Gilliam (1996)
- The Conspiracy of Fear, regia di John Eyres (1996)
- Blackheart, regia di Dominic Shiach (1998)
- Ultimo atto (The Clown at Midnight), regia di Jean Pellerin (1999)
- Il mistero del floppy disk (Hidden Agenda), regia di Iain Paterson (1999)
- Insider - Dietro la verità (The Insider), regia di Michael Mann (1999)
- Dracula's Legacy - Il fascino del male (Dracula 2000), regia di Patrick Lussier (2000)
- Rivelazione finale (Full Disclosure), regia di John Bradshaw (2001)
- Evasione fortunata (Lucky Break), regia di Peter Cattaneo (2001)
- A Beautiful Mind, regia di Ron Howard (2001)
- Ararat - Il monte dell'Arca (Ararat), regia di Atom Egoyan (2002)
- Nicholas Nickleby, regia di Douglas McGrath (2002)
- Blizzard - La renna di Babbo Natale (Blizzard), regia di LeVar Burton (2003)
- Oscure presenze a Cold Creek (Cold Creek Manor), regia di Mike Figgis (2003)
- Il mistero dei Templari - National Treasure (National Treasure), regia di Jon Turteltaub (2004)
- Alexander, regia di Oliver Stone (2004)
- Partnerperfetto.com (Must Love Dogs), regia di Gary David Goldberg (2005)
- Syriana, regia di Stephen Gaghan (2006)
- The New World - Il nuovo mondo (The New World), regia di Terrence Malick (2006)
- Inside Man, regia di Spike Lee (2006)
- La casa sul lago del tempo (The Lake House), regia di Alejandro Agresti (2006)
- Man in the Chair, regia di Michael Schroeder (2007)
- Closing the Ring, regia di Richard Attenborough (2007)
- Emotional Arithmetic, regia di Paolo Barzman (2007)
- La stanza della vendetta (Already Dead), regia di Joe Otting (2007)
- Parnassus - L'uomo che voleva ingannare il diavolo (The Imaginarium of Doctor Parnassus), regia di Terry Gilliam (2009)
- The Last Station, regia di Michael Hoffman (2009)
- Beginners, regia di Mike Mills (2011)
- Priest, regia di Scott Stewart (2011)
- Barrymore, regia di Erik Canuel (2011)
- Millennium - Uomini che odiano le donne (The Girl with the Dragon Tattoo), regia di David Fincher (2011)
- The Captains, regia di William Shatner – documentario (2011)
- Muhammad Ali's Greatest Fight, regia di Stephen Frears (2013)
- Hector e la ricerca della felicità (Hector and the Search for Happiness), regia di Peter Chelsom (2014)
- Elsa & Fred, regia di Michael Radford (2014)
- The Forger - Il falsario (The Forger), regia di Philip Martin (2014)
- Danny Collins - La canzone della vita (Danny Collins), regia di Dan Fogelman (2015)
- Remember, regia di Atom Egoyan (2015)
- L'amore oltre la guerra (The Exception), regia di David Leveaux (2016)
- Dickens - L'uomo che inventò il Natale (The Man Who Invented Christmas), regia di Bharat Nalluri (2017)
- Tutti i soldi del mondo (All the Money in the World), regia di Ridley Scott (2017)
- Un viaggio stupefacente (Boundaries), regia di Shana Feste (2018)
- Cena con delitto - Knives Out (Knives Out), regia di Rian Johnson (2019)
- Era mio figlio (The Last Full Measure), regia di Todd Robinson (2020)

#### Televisione
- The Alcoa Hour – serie TV, episodio 1x14 (1956)
- General Electric Theater – serie TV, episodio 4x23 (1956)
- The DuPont Show of the Month – serie TV, episodio 1x02 (1957)
- Little Moon of Alban, regia di George Schaefer – film TV (1958)
- Johnny Belinda, regia di George Schaefer – film TV (1958)
- A Doll's House, regia di George Schaefer – film TV (1959)
- The Philadelphia Story, regia di Fielder Cook – film TV (1959)
- Captain Brassbound's Conversion, regia di George Schaefer – film TV (1960)
- Time Remembered, regia di George Schaefer – film TV (1961)
- Cyrano De Bergerac, regia di George Schaefer – film TV (1962)
- Hamlet at Elsinore, regia di Philip Saville – film TV (1964)
- The Secret of Michelangelo, regia di Milton Fruchtman – film TV (1968) - narratore
- After the Fall, regia di Gilbert Cates – film TV (1974)
- I boss del dollaro (Arthur Hailey's the Moneychangers), regia di Boris Sagal – miniserie TV (1976)
- Gesù di Nazareth - sceneggiato TV (1977)
- Silver Blaze, regia di John Davies – cortometraggio TV (1977)
- Riel, regia di George Bloomfield – film TV (1979)
- The Shadow Box, regia di Paul Newman – film TV (1980)
- Desperate Voyage, regia di Michael O'Herlihy – film TV (1980)
- When the Circus Came to Town, regia di Boris Sagal – film TV (1981)
- Dial M for Murder, regia di Boris Sagal – film TV (1981)
- Gloria Vanderbilt (Little Gloria... Happy at last), regia di Waris Hussein – miniserie TV (1982)
- Scarlatto e nero (The Scarlet and the Black), regia di Jerry London – miniserie TV (1983)
- Uccelli di rovo (The Thorn Birds), regia di Daryl Duke – miniserie TV (1983)
- Parade of Stars, regia di Clark Jones – film TV (1983)
- Prototype, regia di David Greene – film TV (1983)
- Crossings, regia di Karen Arthur – miniserie TV (1986)
- Spearfield's Daughter, regia di Gilbert M. Shilton – miniserie TV (1986)
- I Robinson (The Cosby Show) – serie TV, 1 episodio (1987)
- Passione sotto la cenere (A Hazard of Hearts), regia di John Hough – film TV (1987)
- Nabokov on Kafka, regia di Peter Medak – cortometraggio (1989)
- Un fantasma a Monte Carlo (A Ghost in Monte Carlo), regia di John Hough – film TV (1990)
- Counterstrike – serie TV, 65 episodi (1990-1993)
- E Caterina... regnò (Young Catherine), regia di Michael Anderson – miniserie TV (1991)
- A Marriage: Georgia O'Keeffe and Alfred Stieglitz, regia di Edwin Sherin – film TV (1991)
- The First Circle, regia di Sheldon Larry – film TV (1992)
- Il segreto (Secrets), regia di Peter H. Hunt – film TV (1992)
- A Stranger in the Mirror, regia di Charles Jarrott – film TV (1993)
- Harrison Bergeron, regia di Bruce Pittman – film TV (1995)
- We the Jury, regia di Sturla Gunnarsson – film TV] (1996)
- The Arrow, regia di Don McBrearty – film TV (1997)
- Skeletons, regia di David DeCoteau – film TV (1997)
- Winchell, regia di Paul Mazursky – film TV (1998)
- Virus mortale (Possessed), regia di Steven E. de Souza – film TV (2000)
- Il processo di Norimberga (Nuremberg), regia di Yves Simoneau – film TV (2000)
- The Dinosaur Hunter, regia di Rick Stevenson – film TV (2000)
- American Tragedy, regia di Lawrence Schiller – film TV (2000)
- Leo's Journey, regia di Shel Piercy – film TV (2001)
- On Golden Pond, regia di Ernest Thompson – film TV (2001)
- Night Flight, regia di Nicholas Renton – film TV (2002)
- Cortina di ferro (Agent of Influence), regia di Michel Poulette – film TV (2002)
- Our Fathers, regia di Dan Curtis – film TV (2005)
- Four Minutes, regia di Charles Beeson – film TV (2005)
- Caesar and Cleopatra, regia di Des McAnuff – film TV (2009)
- The Tempest, regia di Des McAnuff e Shelagh O'Brien – film TV (2010)
- Departure – serie TV, 12 episodi (2019)

### Doppiatore
- The Happy Prince, regia di Michael Mills – cortometraggio (1974)
- David Gnomo amico mio – serie TV (1985) - voce narrante
- The Velveteen Rabbit, regia di Pino Van Lamsweerde – film TV (1985) - voce narrante
- Rumpelstiltskin, regia di Pino Van Lamsweerde – film TV (1985) - voce narrante
- The Tin Soldier, regia di Chris Schouten – film TV (1986) - voce narrante
- Fievel sbarca in America (An American Tail), regia di Don Bluth (1986)
- The Nightingale, regia di Rick Morrison – film TV (1987) - voce narrante
- L'uomo che piantava gli alberi – cortometraggio (1987) - voce narrante
- The Gnomes' Great Adventure, regia di Harvey Weinstein (1987) - voce narrate
- Gandahar, regia di René Laloux (1988) - voce nella versione inglese
- Madeline, regia di Stephan Martinière – film TV (1989) - voce narrante
- The Little Crooked Christmas Tree, regia di Michael Cutting – cortometraggio (1990) - voce narrante
- Madeline's Christmas, regia di Stephan Martinière – film TV (1990) - voce narrate
- Madeline's Rescue, regia di Stephan Martinière – film TV (1990) - voce narrante
- Madeline and the Bad Hat, regia di Stephan Martinière – film TV (1991) - voce narrante
- Madeline and the Gypsies, regia di Stephan Martinière – film TV (1991) - voce narrante
- Madeline in London, regia di Stephan Martinière – film TV (1991) - voce narrante
- Eddy e la banda del sole luminoso (1991)
- Madeline – serie TV, 20 episodi (1993-1994)
- Viaggio a Toyland, regia di Toby Bluth e Charles Grosvenor – film TV (1997)
- The First Christmas, regia di Lindsay Van Blerk (1998)
- Madeline - Il film (Madeline: Lost in Paris), regia di Stan Phillips (1999) - voce narrante
- Star Trek: Klingon Academy (2000) - videogioco
- The Visual Bible: The Gospel of John, regia di Philip Saville (2003) - voce narrante
- Heidi, regia di Paul Marcus (2005)
- 9, regia di Shane Acker (2009)
- My Dog Tulip, regia di Paul Fierlinger e Sandra Fierlinger (2009)
- Up, regia di Pete Docter (2009)
- The Elder Scrolls V: Skyrim - videogioco (2011)
- Titans of the Ice Age 3D – documentario (2012) - voce narrante
- Gli eroi del Natale, regia di Timothy Reckart (2017)

### Produttore
- Caesar and Cleopatra, regia di Des McAnuff (2009)
- The Tempest, regia di Des McAnuff e Shelagh O'Brien (2010)
- Barrymore, regia di Erik Canuel (2011)

## Teatro (parziale)
- Enrico V, di William Shakespeare. Festival Tent di Stratford (1956)
- Amleto, di William Shakespeare. Festival Tent di Stratford (1957)
- La dodicesima notte, di William Shakespeare. Festival Theatre di Stratford (1957)
- Enrico IV, parte I, di William Shakespeare. Festival Theatre di Stratford (1958)
- Il racconto d'inverno, di William Shakespeare. Festival Theatre di Stratford (1958)
- Molto rumore per nulla, di William Shakespeare. Festival Theatre di Stratford (1958)
- J.B., di Archibald MacLeish. ANTA Playhouse di Broadway (1958)
- Romeo e Giulietta, di William Shakespeare. Festival Theatre di Stratford (1960)
- Re Giovanni, di William Shakespeare. Festival Theatre di Stratford (1960)
- Molto rumore per nulla, di William Shakespeare. Royal Shakespeare Theatre di Stratford-upon-Avon (1961)
- Riccardo III, di William Shakespeare. Royal Shakespeare Theatre di Stratford-upon-Avon (1961)
- Becket e il suo re, di Jean Anouilh. Aldwych Theatre e Gielgud Theatre di Londra (1961)
- Cyrano de Bergerac, di Edmond Rostand. Festival Theatre di Stratford (1962)
- Macbeth, di William Shakespeare. Festival Theatre di Stratford (1962)
- La resistibile ascesa di Arturo Ui, di Bertolt Brecht. Lunt-Fontanne Theatre di Broadway (1963)
- La grande strage dell'impero del sole, di Peter Shaffer. ANTA Playhouse (1965)
- Antonio e Cleopatra, di William Shakespeare. Festival Theatre di Stratford (1967)
- La morte di Danton, di Georg Büchner. National Theatre di Londra (1971)
- Cyrano, di Anthony Burgess e Michael Kidd. Palace Theatre di Broadway (1973)
- Otello, di William Shakespeare. Winter Garden Theatre di Broadway (1982)
- Macbeth, di William Shakespeare. Mark Hellinger Theatre di Broadway (1988)
- Terra di nessuno, di Harold Pinter. Criterion Center Stage
- Re Lear, di William Shakespeare. Festival Theatre di Stratford (2002), Lincoln Center di Broadway (2004)
- Cesare e Cleopatra, di George Bernard Shaw. Festival Theatre di Stratford (2004)
- La tempesta, di William Shakespeare. Festival Theatre di Stratford (2010)

## Riconoscimenti
- Premio Oscar
  - 2010 – Candidatura al miglior attore non protagonista per The Last Station
  - 2012 – Miglior attore non protagonista per Beginners
  - 2018 – Candidatura al miglior attore non protagonista per Tutti i soldi del mondo
- Golden Globe
  - 2001 – Candidatura al miglior attore non protagonista in una serie per American Tragedy
  - 2010 – Candidatura al miglior attore non protagonista per The Last Station
  - 2012 – Miglior attore non protagonista per Beginners
  - 2018 – Candidatura al miglior attore non protagonista per Tutti i soldi del mondo
- Premio Emmy
  - 1959 – Candidatura al miglior attore protagonista in un singolo episodio di una serie televisiva per Hallmark Hall of Fame
  - 1966 – Candidatura al miglior attore protagonista in un singolo episodio di una serie drammatica per Hamlet at Elsinore
  - 1977 – Miglior attore protagonista in una miniserie o film per I boss del dollaro
  - 1983 – Candidatura al miglior attore non protagonista in una miniserie o film TV per Uccelli di rovo
  - 1994 – Miglior doppiatore per Madeline
  - 2005 – Candidatura al migliore attore non protagonista in una miniserie o film per Our Fathers
  - 2011 – Candidatura al miglior doppiatore per Moguls and Movie Stars
- Tony Award
  - 1959 – Candidatura al miglior attore protagonista in un'opera teatrale per J.B.
  - 1974 – Miglior attore protagonista in un musical per Cyrano
  - 1982 – Candidatura al miglior attore protagonista in un'opera teatrale per Otello
  - 1994 – Candidatura al miglior attore protagonista in un'opera teatrale per Terra di nessuno
  - 1997 – Miglior attore protagonista in un'opera teatrale per Barrymore
  - 2004 – Candidatura al miglior attore protagonista in un'opera teatrale per Re Lear
  - 2007 – Candidatura al miglior attore protagonista in un'opera teatrale per Inherit the Wind

## Doppiatori italiani
Nelle versioni in italiano delle opere in cui ha recitato, Christopher Plummer è stato doppiato da:
- Gianni Musy in Quel rosso mattino di giugno, L'ultima eclissi, Ararat - Il monte dell'Arca, Oscure presenze a Cold Creek, Partnerperfetto.com, Syriana, The New World - Il nuovo mondo, Parnassus - L'uomo che voleva ingannare il diavolo
- Pietro Biondi in Uno scomodo testimone, Uccelli di rovo, Prova d'innocenza, A Beautiful Mind, La casa sul lago del tempo, Muhammad Ali's Greatest Fight, Hector e la ricerca della felicità
- Bruno Alessandro in Alexander, Inside Man, Four Minutes, Closing the Ring, L'amore oltre la guerra, Dickens - L'uomo che inventò il Natale,  Era mio figlio
- Dario Penne in Scarlatto e nero, Money - Intrigo in nove mosse, E Caterina... regnò, Wolf - La belva è fuori, Tutti i soldi del mondo, Cena con delitto - Knives Out
- Pino Colizzi ne I lunghi giorni delle aquile, La grande strage dell'impero del sole, Una corsa sul prato, La retata, Rotta verso l'ignoto
- Luciano De Ambrosis in Malcolm X, Priest, Elsa & Fred, Danny Collins - La canzone della vita, Remember
- Michele Kalamera in Dracula's Legacy - Il fascino del male, Rivelazione finale, Evasione fortunata, Blizzard - La renna di Babbo Natale
- Giuseppe Rinaldi in Tutti insieme appassionatamente, Scontri stellari oltre la terza dimensione, Assassinio su commissione
- Sergio Graziani in Waterloo, La Pantera Rosa colpisce ancora, Un colpevole senza volto
- Nando Gazzolo in Lo strano mondo di Daisy Clover, I Robinson, L'esercito delle 12 scimmie
- Pino Locchi ne Il paradiso dei barbari, Gesù di Nazareth
- Renzo Palmer ne La caduta dell'Impero romano, ...unico indizio, un anello di fumo
- Franco Zucca in Dalla parte del cuore, Blackheart
- Omero Antonutti ne Il mistero dei Templari - National Treasure, Millennium - Uomini che odiano le donne
- Romano Malaspina in L'amico sconosciuto, Nato per vincere
- Gino La Monica in Nicholas Nickleby, Un viaggio stupefacente
- Rodolfo Traversa ne I boss del dollaro, Una strada, un amore
- Gianni Giuliano in Beginners, Departure
- Alberto Lupo in Fascino del palcoscenico
- Cesare Barbetti in Agli ordini del Führer e al servizio di Sua Maestà
- Marcello Tusco in L'uomo che volle farsi re
- Renato Cecchetto in Gloria Vanderbilt
- Walter Maestosi in Passione sotto la cenere
- Dario De Grassi in Nosferatu a Venezia
- Sergio Fantoni in Ovunque nel tempo
- Ettore Conti in Souvenir
- Toni Orlandi in Furia esplosiva
- Luciano Melani in Insider - Dietro la verità
- Stefano Mondini in Virus mortale
- Rino Bolognesi ne Il processo di Norimberga
- Glauco Onorato ne La valle dei dinosauri
- Manlio De Angelis ne La stanza della vendetta
- Renato Mori in The Last Station
- Nino Prester in The Forger - Il falsario

Da doppiatore è sostituito da:
- Dario Penne in Eddy e la banda del sole luminoso, Gli eroi del Natale
- Gino La Monica in Madeline - Il film
- Arnoldo Foà in Up
- Jacques Stany in Fievel sbarca in America
- Mario Scarabelli in Pennellate di poesia per Madeline
- Omero Antonutti in 9